# Mandarim
Mandarim est un gratte-ciel résidentiel de 137 mètres de hauteur construit à São Paulo de 2003 à 2006. 
L'immeuble abrite 338 logements pour une surface de plancher de 40 923 m².
À son inauguration en 2006 c'était le plus haut immeuble de logements de São Paulo. Il a ensuite dépassé par l'immeuble Begônias en 2008.

L'architecte est l'agence Itamar Berezin